# 森本将太
森本 将太（もりもと しょうた、1992年5月25日 - ）は、福井県坂井市出身の元プロ野球選手（投手）。右投右打。

## 経歴

### プロ入り前
小学3年生で野球を始め、中学生時代には福井ブレイブボーイズに所属していた。
福井工業大学附属福井高校への進学後は、1年時からベンチ登録を果たし、2年春からエースに定着。2年夏の福井県大会では、山田修義を擁する敦賀気比高校との決勝戦に登板し、7回2失点と好投したが、チームは敗戦し、全国大会への出場を逃した。その後、高校2年の冬に肩を痛めた影響で3年時には2番手投手に降格。夏の県大会では、福井商業高校との準決勝に救援で登板したが、逆転負けを喫した。この大会を最後に野球を辞めることを決意し、大学の野球部や社会人野球のチームからの誘いを断り、野球関連以外の企業から入社の内定を得た。

### BCリーグ・福井時代
野球に厳しい実父の強い意向（詳細後述）を受けて、「2年だけ野球を続ける」という条件で、ベースボール・チャレンジ・リーグ（BCリーグ）の地元球団である福井ミラクルエレファンツの入団テストに参加。このテストへの合格を経て、入団に至った。
入団1年目の2011年には、リーグ戦で3勝6敗という成績にとどまったが、2012年には、リーグ戦21試合に登板し、10勝9敗、リーグ3位の防御率1.98、リーグ2位の128奪三振とエース格の働きを見せ、チームを地区優勝に導いた。
2012年のNPBプロ野球ドラフト会議で、オリックス・バファローズから5巡目で指名。契約金2,500万円、年俸500万円（金額は推定）という条件で入団した。この会議では、チームメイトの西川拓喜も、オリックスからの育成ドラフト2巡目指名を受けて入団した。

### オリックス時代
2013年には、春季キャンプを二軍で迎えたものの、オープン戦の途中から一軍に昇格。登板6試合（5回3分の2イニング）で1失点という好成績を挙げ、新人選手では唯一の開幕一軍登録を勝ち取った。公式戦の開幕後には、救援投手として主にビハインドでの場面で登板したが、防御率8.10という不調で4月に登録を抹消。6月に再び登録されると、7月12日の対福岡ソフトバンクホークス戦（福岡ヤフオク!ドーム）で一軍初勝利を挙げた。一軍公式戦全体では、25試合の登板で2勝1敗1ホールドをマーク。防御率は5.90で、奪三振（25）とほぼ同数の与四球（22）・失点（20）を記録するなど、制球面で課題を残した。
2014年には、フレッシュオールスターゲームでウエスタン・リーグ選抜のメンバーとして登板。一軍公式戦への登板機会はなく、同リーグの公式戦でも、20試合の登板で1勝6敗、防御率6.12という成績にとどまった。
2015年には、一軍公式戦2試合に登板。ウエスタン・リーグ公式戦では、29試合の登板で、0勝4敗、防御率5.55を記録した。
2016年には、一軍公式戦への登板機会がなく、10月2日に球団から戦力外通告を受け、現役を引退。12月2日に、NPBから自由契約選手として公示された。

### 現役引退後
地元の福井県で一般企業に勤務しながら、出身チームの福井ブレイブボーイズでコーチを務めている。

## 選手としての特徴
身長173cmと小柄な身体から、スリークォーターで投げ込む最速159km/hのストレート、打者に『一瞬消えた』と思わせるほどの切れ味を持つスライダー、カーブが武器。「2年だけ野球を続けるつもりだったので、BCリーグのレベルを舐めていた」という福井時代の1年目には、3勝に終わったリーグ戦の終了後に、投球フォームを右肩へ負担のかからないように改良した。さらに、走り込みなどのトレーニングに励んだ結果、60キログラム台だった体重が70キログラムに増加。最速151km/hのストレートを投げられるようになった。

## 人物
小中学校時代には、野球の練習へ行くことを嫌がるたびに、実父から練習に連れて行かれた。しかし、高校で野球を辞めることを実父に伝えたところ、実父から「プロ野球選手になる可能性があるのに諦めてほしくないから、野球を続けて欲しい」と懇願された。森本自身は、オリックスへの入団直後に、「『巨人の星』の星一徹みたいだった実父に頭を下げられた以上、野球を続けるしかなかった。その時点で大学や社会人野球チームのセレクション（選考試験）がすべて終了していたため、福井の入団テストに参加したところ、運良く拾ってもらった」「子どもの頃から『小さいから通用しない』と言われていたが、高校でも福井でも何とかなった」と語っている。
福井時代の2012年に結婚。オリックスへ入団した翌2013年の春季キャンプ中（2月）に、第1子（長男）を授かった。このような事情から、2013年中には、家族を福井に残したまま関西地方で単身生活を送っていた。
2016年2月の春季キャンプ期間中には、姓名の読み方が同じである毎日放送所属のスポーツアナウンサー・森本尚太からのインタビュー取材が実現し、同月10日（水曜日）の『ちちんぷいぷい』（MBSテレビ平日午後の情報番組）の生中継でのキャンプリポート中に、このインタビューを収録したVTRが放送された。

## 詳細情報

### 年度別投手成績
| 年 度     | 球 団      | 登 板 | 先 発 | 完 投 | 完 封 | 無 四 球 | 勝 利 | 敗 戦 | セ 丨 ブ | ホ 丨 ル ド | 勝 率 | 打 者 | 投 球 回 | 被 安 打 | 被 本 塁 打 | 与 四 球 | 敬 遠 | 与 死 球 | 奪 三 振 | 暴 投 | ボ 丨 ク | 失 点 | 自 責 点 | 防 御 率 | W H I P |
| --------- | ---------- | ----- | ----- | ----- | ----- | -------- | ----- | ----- | -------- | ----------- | ----- | ----- | -------- | -------- | ----------- | -------- | ----- | -------- | -------- | ----- | -------- | ----- | -------- | -------- | ------- |
| 2013      | オリックス | 25    | 0     | 0     | 0     | 0        | 2     | 1     | 0        | 1           | .667  | 144   | 29.0     | 34       | 0           | 22       | 0     | 2        | 25       | 3     | 0        | 20    | 19       | 5.90     | 1.93    |
| 2015      | オリックス | 2     | 0     | 0     | 0     | 0        | 0     | 0     | 0        | 0           | .000  | 15    | 2.0      | 4        | 2           | 4        | 0     | 1        | 2        | 0     | 0        | 4     | 4        | 18.00    | 4.00    |
| 通算：2年 | 通算：2年  | 27    | 0     | 0     | 0     | 0        | 2     | 1     | 0        | 1           | .667  | 159   | 31.0     | 38       | 2           | 26       | 0     | 3        | 27       | 3     | 0        | 24    | 23       | 6.68     | 2.06    |

### 記録
NPB
- 初登板・初ホールド：2013年3月30日、対千葉ロッテマリーンズ2回戦（QVCマリンフィールド）、11回裏に5番手で救援登板、1回無失点[12]
- 初奪三振：同上、11回裏に川本良平から空振り三振
- 初勝利：2013年7月12日、対福岡ソフトバンクホークス9回戦（福岡ヤフオク!ドーム）、4回裏に2番手で救援登板、1回1/3無失点[13]

### 独立リーグでの投手成績
| 年 度     | 球 団     | 登 板 | 勝 利 | 敗 戦 | セ ｜ ブ | 完 投 | 勝 率 | 投 球 回 | 打 者 | 被 安 打 | 被 本 塁 打 | 奪 三 振 | 与 四 球 | 与 死 球 | 失 点 | 自 責 点 | 暴 投 | ボ ｜ ク | 投 手 失 策 | 防 御 率 | 奪 三 振 率 | W H I P |
| --------- | --------- | ----- | ----- | ----- | -------- | ----- | ----- | -------- | ----- | -------- | ----------- | -------- | -------- | -------- | ----- | -------- | ----- | -------- | ----------- | -------- | ----------- | ------- |
| 2011      | 福井      | 24    | 3     | 6     | 1        | 3     | .333  | 88.0     | 386   | 78       | 6           | 69       | 45       | 8        | 49    | 37       | 9     | 2        | 2           | 3.78     | 7.06        | 1.40    |
| 2012      | 福井      | 21    | 10    | 9     | 0        | 5     | .526  | 136.2    | 579   | 105      | 2           | 128      | 55       | 12       | 52    | 30       | 15    | 1        | 4           | 1.98     | 8.46        | 1.17    |
| 通算：2年 | 通算：2年 | 45    | 13    | 15    | 1        | 8     | .464  | 224.2    | 965   | 183      | 8           | 197      | 100      | 20       | 101   | 67       | 24    | 3        | 6           | 2.69     | 7.91        | 1.26    |

- 各年度の太字はリーグ最高

### 背番号
- 64 （2013年 - 2016年）